# ماساميتسو كوباياشي
ماساميتسو كوباياشي (باليابانية: 小林 成光) (13 أبريل 1978 في توتشيغي في اليابان – )؛ هو لاعب كرة قدم ياباني سابق كان يلعب كلاعب وسط.

## وصلات خارجية
- ماساميتسو كوباياشي على موقع رابطة كرة القدم اليابانية للمحترفين (اليابانية)
- ماساميتسو كوباياشي على موقع قاعدة بيانات كرة القدم.إي يو (الإنجليزية)
- ماساميتسو كوباياشي على موقع عالم كرة القدم.نت (الإنجليزية)